# Norodom Suramarit
Norodom Suramarit (ur. 6 marca 1896 w Phnom Penh, zm. 3 kwietnia 1960 tamże) – król Kambodży w latach 1955–1960.

## Życiorys
W latach 30. i na początku lat 40. XX wieku był wskazywany przez część francuskiej administracji kolonialnej jako potencjalny, kolejny monarcha. Ostatecznie jednak, po śmierci Sisowatha Monivonga (1941) gubernator generalny Jean Decoux zdecydował o koronacji syna Suramarita – Sihanouka.
Wstąpił na tron w marcu 1955. Po jego śmierci ceremonialne obowiązki powierzono królowej Sisowath Kossomak, szefem państwa zaś ponownie został Sihanouk.

## Wybrane odznaczenia[5]
- Krzyż Wielki Orderu Królewskiego Kambodży (Kambodża, 1941)
- Komandor Orderu Legii Honorowej (Francja, 1939)
- Wielki Oficer Orderu Legii Honorowej (Francja)
- Wielka Wstęga Orderu Smoka Annamu (Francja)
- Wielka Wstęga Orderu Chryzantemy (Japonia)
- Krzyż Wielki Orderu Miliona Słoni i Białego Parasola (Laos, 1955)
- Krzyż Wielki Orderu Odrodzenia (1956)[6]
- Order Domowy Chakri (Tajlandia)
- Krzyż Wielki Narodowego Orderu Wietnamu (Republika Wietnamu)
- Order Suworowa I klasy (ZSRR, 1959)